# Essence (hydrocarbure)
Pour les articles homonymes, voir Essence.
L'essence est un liquide inflammable, issu de la distillation du pétrole, utilisé comme carburant dans les moteurs à combustion interne. C'est un carburant pour moteur à allumage commandé (moteur essence), c'est-à-dire que la combustion est provoquée par une étincelle (créée par une bougie d'allumage). C'est un mélange d’hydrocarbures, auxquels peuvent être ajoutés des additifs pour carburants.
De nombreux types d'essence (dont essences spéciales) sont fabriqués et mis sur le marché. On y trouve en moyenne :
- 20 à 30 % d’alcanes, hydrocarbures saturés de formule CnH2n+2 ;
- 5 % de cycloalcanes, hydrocarbures saturés cycliques ;
- 30 à 45 % d’alcènes, hydrocarbures insaturés ;
- 30 à 45 % d’hydrocarbures aromatiques, de la famille du benzène, etc.

L'énergie contenue dans l'essence est d'environ 33,6 MJ/litre, ou 46,7 MJ/kg (de pouvoir calorifique supérieur). C'est une forte densité d'énergie : environ 2,9 fois plus d'énergie par kilogramme que le bois sec par exemple.

## Rôles particuliers des composants
Parmi les alcanes, deux jouent un rôle particulier : l’iso-octane C8H18 et le n-heptane C7H16.
En effet, ces deux alcanes possèdent des propriétés radicalement différentes du point de vue de leur tendance à l'auto-allumage.
- Un mélange d’air et de vapeur d’iso-octane va difficilement s'enflammer spontanément, ce sera donc bien la bougie qui provoquera l'allumage et créera, au moment prévu, une déflagration, c'est-à-dire une flamme de pré-mélange qui se propage dans le mélange à une vitesse inférieure à la vitesse du son.
- Au contraire, avec l’heptane, l'auto-allumage est facile : pour des taux de compression élevés, l'allumage aura lieu dans le cylindre avant que la bougie ne génère d’étincelles. Ce phénomène caractéristique des moteurs à allumage commandé s'appelle le cliquetis[8] et provoque la formation d'ondes de choc dans le cylindre, d'où le bruit caractéristique. Dans le pire des cas, il peut y avoir création d'une détonation qui peut aller jusqu'à faire fondre le piston, le front de flamme se déplaçant plus vite que le son en se couplant à l'onde de choc. Il est donc assez courant, notamment dans la littérature anglo-saxonne, de parler improprement de détonation quand on parle en réalité seulement de cliquetis.

En l'état actuel des technologies, un moteur à détonation aurait une durée de vie très courte par rapport aux moteurs à combustion interne actuels. Le terme populaire en France de moteur à explosion est peu précis, car les déflagrations tout comme les détonations sont toutes les deux des explosions. Il vaudrait mieux employer le terme de moteur à combustion interne.
Les carburants « premium » contiennent en plus des additifs spécifiques à chaque compagnie pétrolière : détergents, inhibiteurs de corrosion, modificateurs de friction, antimousses, antioxydants, désémulsifiants, réodorants, etc..

### Indice d'octane

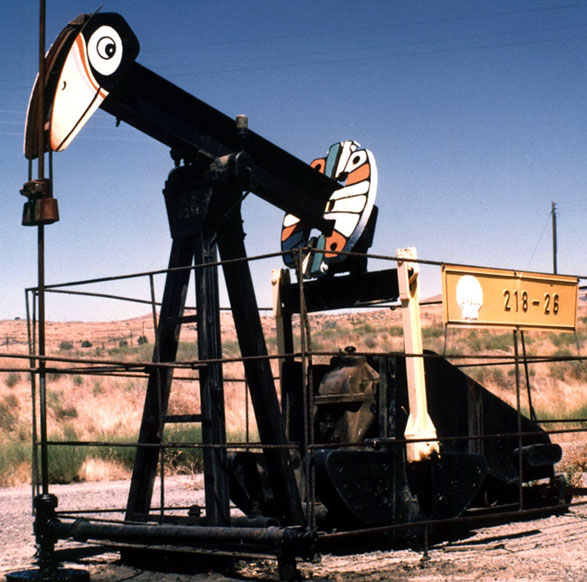
Pompe à pétrole aux États-Unis.

Comparaison des différents signes d'indication de carburants entre l'Europe et l'Amérique du Nord

Les tendances à l'auto-allumage des mélanges d’iso-octane (l'isomère de référence de l'octane) et d’heptane sont différentes. Elles servent de référence pour déterminer l’indice d'octane d’un carburant à tester. Si, par exemple, le taux de compression nécessaire à l'apparition du cliquetis d’un mélange d’air et de ce carburant dans un moteur de référence est le même que pour un mélange comportant 95 % d’iso-octane et 5 % d’heptane, alors on dit que ce carburant a un indice d’octane de 95. Naturellement, cette détermination doit se faire dans des conditions normalisées. On comprend par ailleurs que les mélanges composés exclusivement d’heptane et d’iso-octane auront tous des indices d’octane compris entre 0 et 100.
Des mélanges avec d’autres produits permettent néanmoins d’avoir des indices d’octane supérieur à 100, il faut alors les définir par extrapolation : certaines essences de compétition, dites « essences aviation » atteignent environ 110. Pendant de très nombreuses années, on ajoutait à l’essence une certaine quantité de plomb tétraéthyle Pb(C2H5)4 et de plomb tétraméthyle Pb(CH3)4 afin de diminuer la tendance à la détonation d’essences contenant un fort pourcentage d’heptane. C’était une manière d’augmenter artificiellement l’indice d’octane (on gagnait dix points avec 1 g/l de PTE) et de favoriser la lubrification des moteurs mais cela conduisait à disperser dans l’environnement de fortes quantités de plomb, métal dont on connaît la toxicité. Le PNUE a annoncé l'éradication mondiale de l'essence au plomb en 2021, au terme d'une éradication progressive,,. Les alternatives ont aussi des inconvénients, comme une teneur élevée en hydrocarbures aromatiques (beaucoup plus toxiques que les alcanes) dont le benzène, ou la nécessité d'ajouter des alcools, etc.

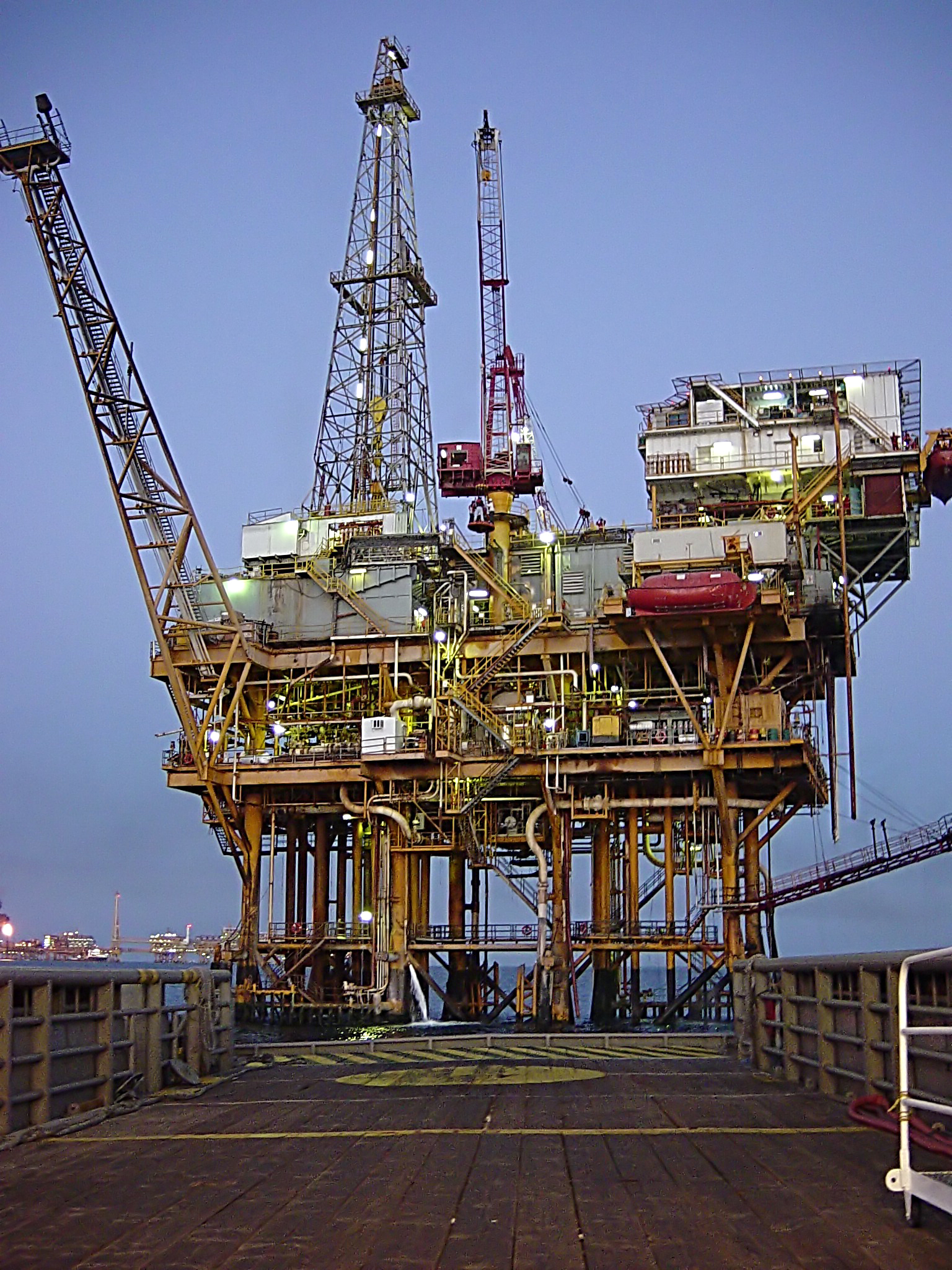
Plate-forme pétrolière dans le golfe du Mexique.

Un carburant dont l’indice d’octane est trop faible a tendance à provoquer une combustion brutale, mais présente aussi une tendance à l’auto-inflammation lors de la compression dans les cylindres du moteur et au cliquetis. Plus le taux de compression du moteur est élevé, plus la température atteinte lors de la compression des gaz est élevée et plus l’indice d’octane doit se rapprocher de 100. L’augmentation du taux de compression améliore, conformément aux lois de la thermodynamique, le rendement du moteur, en augmentant l’écart des températures de la source chaude et de la source froide. Un moteur conçu pour fonctionner avec un carburant ayant un certain indice d’octane peut sans problème être alimenté avec un autre carburant d’indice plus élevé, mais pas l’inverse.
Deux valeurs de l’indice d’octane existent :
- l’indice d’octane « recherche » (RON, Research Octane Number) caractérise le comportement d’un carburant à bas régime ou lors des accélérations ;
- l’indice d’octane « moteur » (MON, Motor Octane Number) évalue la résistance d’un carburant au cliquetis à haut régime.

Trois différents types d'essences automobiles disponibles en France en 2010 existent :
- le supercarburant sans plomb 95 ou SP95 (RON 95, MON 85) ;
- le supercarburant sans plomb 98 ou SP98 (RON 98, MON 87) ;
- le supercarburant sans plomb 95-E10 ou SP95-E10 (RON 95, MON 85).

La commercialisation du supercarburant dit « Super 97 » (RON 97, MON 86) a pris fin au cours du second semestre 2006. Depuis janvier 2000, il ne contenait plus de plomb mais du potassium (pour la protection des sièges de soupapes).
L’essence sans plomb 98 est plus détergente que l’essence sans plomb 95 et donc plus corrosive notamment pour les pièces en élastomères (caoutchoucs). Ces deux carburants contiennent de fortes quantités de composés aromatiques solvants qui sont très toxiques. Il faut donc éviter d’en respirer les vapeurs et de s'en servir comme agent de nettoyage ou de dégraissage. En France, les taux de benzène de l’essence sans plomb (et du gazole) ont été réduits en 2000 (de 5 à 1 % en volume) et l'ANSES a confirmé en 2014 le caractère fortement cancérigène et mutagène (notamment cause de leucémies) de cet additif.
À partir du 12 octobre 2018 dans l'Union européenne et quelques pays proches, la nomenclature des essences est :
- E5 (5 % d'éthanol maximum, correspond aux SP95 et SP98) ;
- E10 (10 % d'éthanol maximum, correspond au SP95-E10) ;
- E85 (85 % d'éthanol maximum).

### Essence aviation

Raffinerie de pétrole.

Carburant spécifique utilisé dans les moteurs d'avions à pistons. Elle est à très haut indice d'octane et traitée de façon à être moins volatile que l'essence ordinaire en particulier pour le vol en altitude. La plus utilisée en aviation légère est l'Avgas 100LL (Low Lead). Elle est de couleur bleue.
Cette essence contient toujours du plomb tétraéthyle bien qu'il soit supprimé pour les automobiles. Compte tenu du prix atteint par ce carburant pour l'aviation légère, un certain nombre de tentatives sont faites pour développer des moteurs aviation Diesel ; des moteurs Diesel à pistons Clerget ont déjà été utilisés dans l'aviation pendant la Première Guerre mondiale, en particulier pour limiter les risques d'incendie. Mais de nombreux moteurs à allumage commandé utilisant des essences automobiles sont utilisés, par exemple les moteurs Rotax et Jabiru. On les trouve notamment pour les faibles puissances et les ULM.
Cependant, pour les avions à réaction, c'est le kérosène (proche du gazole) qui est à la base du carburant. Obtenu directement par la distillation du pétrole brut, il sert entre autres à la production du carburant, JET-A et JET-B.

### Autres essences
On trouve en droguerie l’essence C, l’essence F (essence à briquet), l'essence G (éther de pétrole), le white spirit, etc., qui sont des mélanges d’hydrocarbures plus ou moins volatils et peu toxiques. Ce sont des produits très inflammables qu’il convient de manipuler loin de toute source de chaleur et dans des lieux bien aérés.
Outre le remplissage des briquets qui représente un usage très marginal, les essences de pétrole sont surtout des solvants qui servent à éliminer les taches de corps gras ou de diluants pour les peintures.
L'essence alkylée permet de faire le plein d'une tondeuse à gazon sans dégager de polluants dangereux pour l'utilisateur, elle permet d’éliminer 95 % des substances nocives. Ce carburant est très pur, il est pauvre en benzène, xylène, toluène et autres hydrocarbures dangereux. Sa combustion produit en outre peu de particules fines.
En cas de pénurie de pétrole, il a aussi été fait appel à la distillation des schistes bitumineux, comme cela s’est pratiqué il y a quelques décennies dans l’exploitation de la mine des Télots, à Autun.

## Toxicité et écotoxicité
Concernant les additifs de l'essence : l'essence plombée contient plusieurs composés toxiques et écotoxiques à faible dose. Elle est surtout connue pour avoir été depuis un siècle environ une cause de pollution chronique des sols et de l'environnement proche des voies de circulation et notamment des poussières et sédiments de caniveaux, égouts, cours d'eau, à proximité des voies de transport (et des stations essence parfois), et une source majeure de saturnisme chronique (au milieu des années 1970 les rejets de plomb de l'essence avaient atteint 380 000 tonnes par an) jusqu'à l'interdiction,, presque totale en Europe et aux États-Unis des additifs au plomb (sauf dérogations pour les avions à hélice, véhicules de course ou véhicules de collection). L'essence au plomb a progressivement été interdite par tous les États, le dernier étant l'Algérie en juillet 2021.
La première alerte a été donnée en 1924, lorsque des dizaines de travailleurs ont été hospitalisés et cinq déclarés morts après avoir souffert de convulsions dans une raffinerie Standard Oil au New Jersey aux États-Unis. Parmi eux, Ernest Oelgert s’était mis à avoir des hallucinations. Le vendredi, il courait à travers le laboratoire en poussant des cris d’horreur. Le samedi, comme Oelgert devenait dangereux, sa sœur appela la police; il fut conduit à l’hôpital où on lui passa une camisole de force. Le dimanche, il était mort. En moins d’une semaine, quatre autres de ses collègues décédèrent eux aussi, et trente-cinq autres étaient à l’hôpital. Ils n’étaient que quarante-neuf à travailler dans ce labo. Son inventeur, Thomas Midgley, lui même en fut victime après une une intoxication au plomb qui le contraint à rester plusieurs mois en convalescence en Floride. Il cache néanmoins cet épisode le concernant et effectue un geste spectaculaire. Face à des journalistes sceptiques lors d’une conférence de presse, il prit un jerrycan de plomb tétraéthyle pour s’en laver les mains et il déclare : « Je ne cours aucun risque, et je ne courrais aucun risque même si je faisais ça tous les jours »,,. 
L'essence plombée est restée longtemps en usage, notamment dans de nombreux pays pauvres. Par exemple :
- au Nigeria (pays densément peuplé), la teneur en plomb de l'essence dépasse parfois les seuils autrefois autorisés aux États-Unis. On trouve au début des années 2000 dans ce pays jusqu'à 7 000 ppm de plomb le long des routes (c'est quinze fois plus que le seuil requis pour faire entrer un site pollué dans le Superfund aux États-Unis)[32]. En 2001, parmi une dizaine de métaux lourds mesurés dans les sols superficiels proches des routes, à Ibadan (3e ville du pays en population), le plomb était le métal le plus anormalement présent[33], et 60 % des métaux recherchés et détectés (Pb, Zn, Cd, Cu, Cr, Co, et Ni) étaient présents sous une forme biodisponible[33] ;
- au Mexique, dans la capitale (Mexico) environ la moitié des enfants testés présentent des taux sanguins de plomb dangereux[32] ;
- en république démocratique du Congo, où l'essence additivée de plomb est encore utilisée, à Kinshasa en 2010, 63 % des nouveau-nés et des enfants de moins de six ans étaient victimes de saturnisme (avec une plombémie dépassant 100 µg/L), contaminés in utero, par le placenta et ensuite par le lait maternel et le plomb dispersé dans l'environnement[34],[35] ;
- au Venezuela, jusqu'à il y a peu, la compagnie pétrolière d'État (Petróleos de Venezuela SA) ne vendait dans son pays que de l'essence fortement plombée (à 300 mg de plomb par litre[36]). Ce n'est qu'en 1999 que Hugo Chávez, arrivé au pouvoir avec dans son programme le projet de reprendre le contrôle de l'industrie pétrolière de son pays, a imposé la mise à disposition d'essence sans plomb. Celle-ci a effectivement été mise sur le marché, mais sans interrompre l’utilisation de l'essence plombée, car celle-ci continuait à être massivement produite et achetée, car vendue moins chère que l'essence sans plomb[37]. Cette situation a perduré jusqu'en août 2005 où le Venezuela a fini par interdire le plomb dans l'essence, mais trop tard pour endiguer la pollution : dans le pays, tous les sols proches des grandes routes et voies circulantes sont désormais pollués par le plomb, qui n'est ni dégradable, ni biodégradable[38]. Ainsi, en 2006, on mesurait en bordure des rues principales de Maracaibo plus de 3 000 mg/kg de plomb dans le sol superficiel[38], et à Trujillo un dépassement des seuils de dangerosité est détecté pour 55 % des échantillons de sol prélevés devant les maisons ou immeubles côté rue (avec des variations explicables par les facteurs d'érosion et de ruissellement). Deux cents fois plus de plomb est trouvé côté rue que côté jardin, ce qui montre la responsabilité de la pollution automobile par le plomb[39]. Les poussières échantillonnées dans les écoles de Caracas contiennent beaucoup de manganèse (autre additif de l'essence). Des taux très anormalement élevés de plomb sont retrouvés dans la fraction organique de poussières aéroportés : 43 à 1 027 µg de plomb par gramme de cette fraction des poussières, avec un record enregistré près d'une autoroute[40]. Avant l'interdiction, les teneurs en plomb du sol avaient augmenté de 186 % à 449 % en quinze ans sur quatre sites mesurés[38], ce qui montre l'existence d'un stock de plomb qui peut encore rester longtemps contaminant pour l'eau, les sols, l'air et les aliments.

Concernant la fraction « hydrocarbure » de l'essence, les données épidémiologiques disponibles ont montré une augmentation significative des tumeurs et cancers du rein, du foie et d'autres tissus et organes chez des personnes ou animaux de laboratoire exposés à divers types d'essence, avec des preuves de cancérogénicité jugées « suffisantes » au regard des critères internationaux de cancérogénicité.
- Le benzène, composé important et toxique[42] de l'essence, a été classé comme étant comme substance sans aucun doute cancérigène pour l'être humain par l'IARC, l'EPA et l'OMS.
- Le 1,3-butadiène, autre composant de l'essence, est aussi un puissant cancérigène (chez les animaux comme chez l'être humain)[41].
- Des alkylbenzènes également présents en quantité importantes dans l'essence ont aussi été jugés cancérigènes (preuves suffisantes de la cancérogénicité)[41].

Les études épidémiologiques faites chez l'être humain montrent des augmentations importantes du risque de cancer du rein, de l'estomac, du cerveau, du pancréas, de la prostate, du poumon et de la peau ainsi que de cancers hématopoïétiques ; un risque augmenté de leucémie lymphoïde chronique est également signalé, à la suite d'une exposition à l'essence (à ses composants et/ou à ses vapeurs).

## Prix des carburants

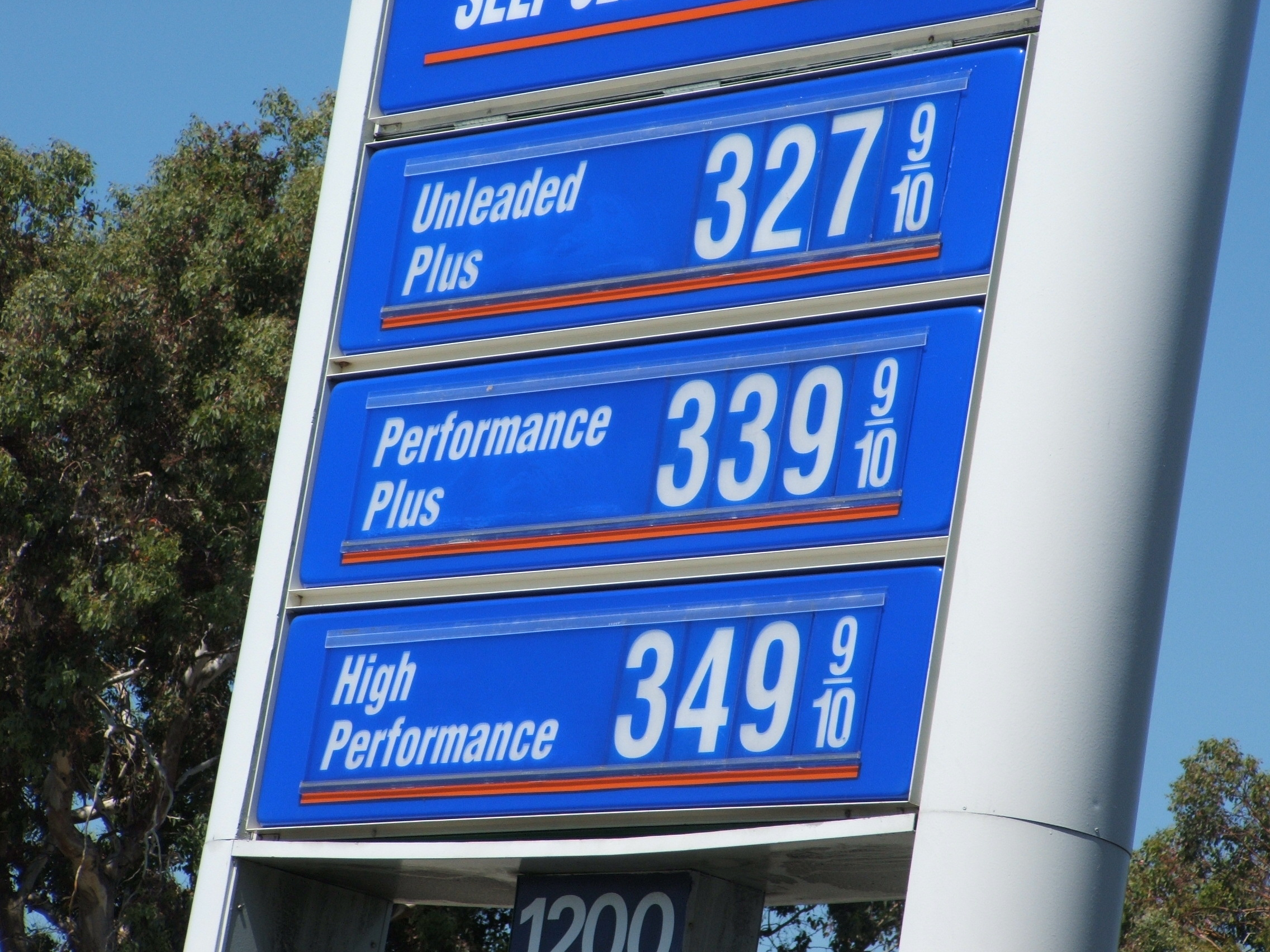
Prix de l'essence à San Francisco, en Californie, en juillet 2006.

Évolution des accises sur l'essence et le gazole en Belgique.

En raison d'une importante dépendance de nombreux pays occidentaux auprès des pays de l'OPEP, les hydrocarbures sont fortement taxés. La politique européenne consiste à taxer l'énergie dans le but :
- d'assurer des revenus considérables aux États ;
- de limiter ou réduire la dépendance envers les pays producteurs ;
- de restreindre la consommation énergétique (sauvegarde des ressources planétaires et notamment de l'atmosphère) ;
- d'assurer une marge de prix qui pourrait absorber ou temporiser une augmentation trop brutale du cours du pétrole.

En France, la TICPE représente une partie importante du prix de l'essence : en 2013, la TICPE plus la TVA représentent environ 130 % du prix hors taxes, soit un pourcentage de 57 % du prix final et 50 % du prix final du gazole. Ces taxes avaient cependant pris des proportions bien supérieures : en 1999, quand le baril a atteint son niveau le plus bas de la décennie, l'essence (sans plomb 95) s'est retrouvée taxée à 500 % du prix hors taxes, ce qui représentait 83 % du prix final à la pompe.
L'évolution des prix des carburants est complexe ; elle dépend :
- du prix du pétrole brut ;
- du cours du dollar US par rapport à la devise du pays considéré (les achats de pétrole, sur le marché international, sont toujours effectués en dollar US) ;
- des coûts de raffinage ;
- du montant des taxes.

En France, les gouvernements successifs ont maintenu un prix du gazole plus bas que celui du super sans plomb 95 en utilisant un taux de taxe réduit de 30 % sur le premier — alors que les prix à la production (HT) de ces deux carburants étaient sensiblement les mêmes, et qu'un litre de gazole est plus énergétique qu'un litre d'essence. Depuis 1990, la différence de taxation n'a que peu changé (variant entre 25 % et 35 %), l'augmentation du prix du gazole par rapport à celui du super sans plomb 95 (qui est devenu moins cher à la production que le gazole en raison d'une plus forte demande mondiale pour ce dernier), fait que cette différence de prix s'est atténuée au premier semestre 2008, puis a connu une légère hausse.
Concernant le prix des carburants, l'attractivité des motorisations diesel a diminué, mais ces véhicules restent encore majoritaires compte tenu du meilleur rendement des moteurs diesel avec la plus forte densité énergétique du gazole qui est vendu non pas au poids mais au litre. D'autres éléments entrent en compte dans l'attractivité (autonomie, publicité, fiabilité, etc.).
Depuis 2014, la TICPE intègre une composante carbone (taxe carbone ou CCE) dont le montant est appelé à augmenter jusqu'à 100 €/t de CO2 en 2030, dans le cadre de la stratégie nationale bas carbone de lutte contre le réchauffement climatique.

### Prix moyen des carburants en France
Le prix moyen varie dans le temps et dans l'espace, en fonction des coûts de transport et de distribution. Outre le tableau suivant, on peut se reporter aux séries de prix à plus long terme réunies par Jean Fourastié et son équipe qui montrent que le progrès technique a fait baisser le prix de l'essence et des autres carburants, sur une très longue période, malgré la situation d'oligopole dans laquelle se placent les producteurs de pétrole.
| Année | Gazole | Gazole | Gazole | Sans plomb 95 E5 | Sans plomb 95 E5 | Sans plomb 95 E5 | Prix Sans plomb 95/Gazole (TTC) (%) |
| Année | HT     | TTC    | % Taxe | HT               | TTC              | % Taxe           | Prix Sans plomb 95/Gazole (TTC) (%) |
| ----- | ------ | ------ | ------ | ---------------- | ---------------- | ---------------- | ----------------------------------- |
| 1990  | 0,23   | 0,57   | 144    | 0,28             | 0,84             | 196              | 147                                 |
| 1991  | 0,21   | 0,55   | 159    | 0,23             | 0,78             | 239              | 143                                 |
| 1992  | 0,19   | 0,53   | 181    | 0,20             | 0,76             | 271              | 144                                 |
| 1993  | 0,19   | 0,56   | 195    | 0,19             | 0,78             | 308              | 139                                 |
| 1994  | 0,17   | 0,59   | 240    | 0,17             | 0,80             | 370              | 136                                 |
| 1995  | 0,16   | 0,59   | 261    | 0,17             | 0,86             | 406              | 146                                 |
| 1996  | 0,19   | 0,65   | 238    | 0,19             | 0,91             | 388              | 139                                 |
| 1997  | 0,20   | 0,68   | 233    | 0,20             | 0,94             | 363              | 139                                 |
| 1998  | 0,16   | 0,64   | 295    | 0,17             | 0,92             | 432              | 142                                 |
| 1999  | 0,19   | 0,69   | 261    | 0,20             | 0,96             | 371              | 138                                 |
| 2000  | 0,32   | 0,85   | 163    | 0,33             | 1,09             | 232              | 128                                 |
| 2001  | 0,29   | 0,80   | 173    | 0,29             | 1,03             | 253              | 129                                 |
| 2002  | 0,26   | 0,77   | 194    | 0,27             | 1,01             | 279              | 131                                 |
| 2003  | 0,27   | 0,79   | 192    | 0,26             | 1,02             | 290              | 128                                 |
| 2004  | 0,32   | 0,88   | 173    | 0,30             | 1,06             | 256              | 119                                 |
| 2005  | 0,44   | 1,03   | 132    | 0,39             | 1,17             | 202              | 113                                 |
| 2006  | 0,48   | 1,08   | 122    | 0,44             | 1,24             | 177              | 114                                 |
| 2007  | 0,49   | 1,09   | 123    | 0,46             | 1,28             | 174              | 116                                 |
| 2008  | 0,63   | 1,27   | 102    | 0,53             | 1,35             | 155              | 106                                 |
| 2009  | 0,41   | 1,00   | 144    | 0,40             | 1,21             | 199              | 121                                 |
| 2010  | 0,53   | 1,15   | 117    | 0,52             | 1,35             | 160              | 117                                 |
| 2011  | 0,68   | 1,34   | 97     | 0,64             | 1,50             | 134              | 112                                 |
| 2012  | 0,74   | 1,40   | 89     | 0,71             | 1,57             | 121              | 112                                 |
| 2013  | 0,69   | 1,35   | 96     | 0,67             | 1,54             | 129              | 114                                 |
| 2014  | 0,63   | 1,29   | 104    | 0,62             | 1,48             | 138              | 115                                 |
| 2015  | 0,48   | 1,15   | 141    | 0,50             | 1,35             | 172              | 118                                 |
| 2016  | 0,41   | 1,11   | 169    | 0,44             | 1,30             | 197              | 118                                 |
| 2017  | 0,48   | 1,23   | 157    | 0,49             | 1,38             | 182              | 112                                 |
| 2018  | 0,59   | 1,43   | 142    | 0,56             | 1,50             | 168              | 105                                 |
| 2019  | 0,59   | 1,44   | 144    | 0,56             | 1,50             | 168              | 104                                 |
| 2020  | 0,44   | 1,26   | 186    | 0,44             | 1,35             | 207              | 107                                 |
| 2021  | 0,58   | 1,43   | 146    | 0,60             | 1,55             | 158              | 108                                 |
| 2022  |        | 1,86   |        |                  | 1,78             |                  |                                     |

Les prix des carburants dans les DOM font l'objet d'un calcul spécifique.
Les carburants en Corse sont soumis à une TVA de 13 % et non de 20 % comme sur le continent.

### Informer le consommateur
Différents types informent les consommateurs de l'évolution des prix des carburants :
FrancePour mieux informer le consommateur et lutter contre l'inflation, le gouvernement français a ouvert le 2 janvier 2007 le site « prix-carburants.gouv.fr » permet de connaître les tarifs des carburants partout en France, mis à jour à chaque évolution de prix, par les exploitants des stations services. Les principaux carburants sont recensés, ainsi que le bio-éthanol (E85) et le GPL.
États-Unis et CanadaLa politique est différente, car la faible taxation permet d'offrir une essence bon marché ; les gouvernements respectifs privilégient « le niveau de vie des Américains, qui n'est pas négociable » (George W. Bush, président des États-Unis) aux ressources planétaires.
Bien que les États-Unis disposent de ressources pétrolières (les États-Unis étaient le premier producteur mondial de pétrole en 1920, assurant 80 % de sa consommation), ils sont principalement importateurs : exportation en 2003 : 3,620 millions de barils par jour principalement vers le Canada, importations : 9,850 millions de barils par jour (importations nettes : 6,230 millions de bl/j, pour une consommation de 19 millions de bl/j). Les États-Unis sont donc dépendants énergétiquement d'autres pays comme l'Arabie saoudite, le Venezuela ou le Canada. Conséquence de l'intervention de l'armée américaine en Irak et de la possibilité nouvelle d'importer des ressources depuis ce pays, les États-Unis importent environ 4 % du pétrole irakien.

## Consommation

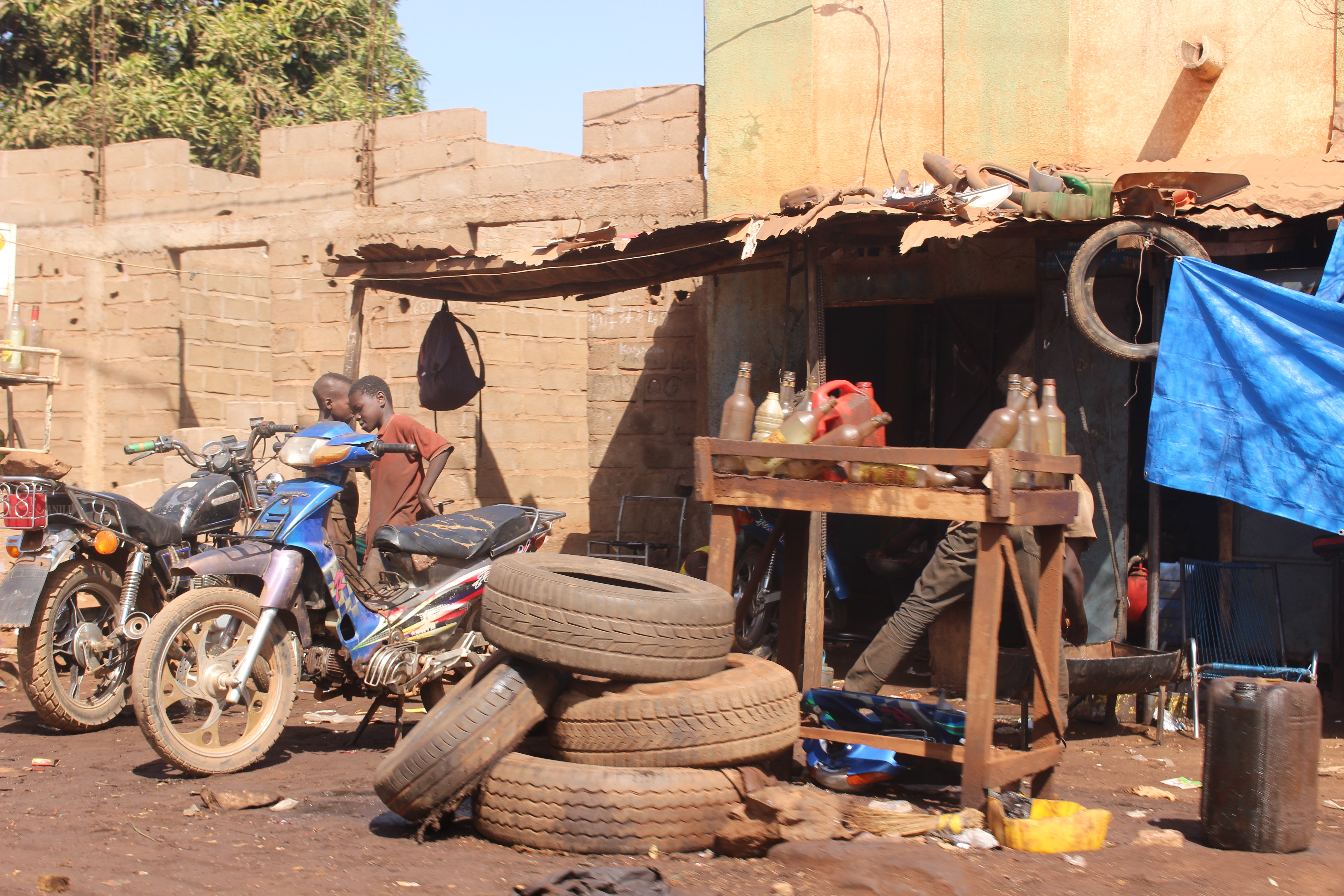
Essence vendue en bouteille à Bamako (2019).

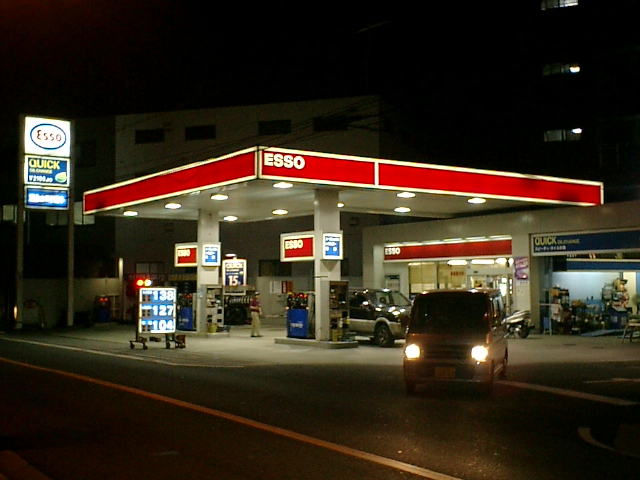
Station-service au Japon (2005).

Depuis les débuts de l'automobile et notamment depuis les années 1970 et les deux chocs pétroliers qui ont suivi, les constructeurs automobiles ont travaillé à réduire la consommation de leurs modèles.
En France, la consommation moyenne du parc automobile essence et diesel confondus selon le NEDC est ainsi passée de :
- 8,25 L/100 km en 1990[réf. nécessaire] ;
- 7,49 L/100 km en 2000[réf. nécessaire] ;
- 7,02 L/100 km en 2006[réf. nécessaire] ;
- 6,82 L/100 km en 2008[53].

Ces chiffres sont des moyennes et l'une des raisons de la réduction des consommations est la proportion croissante de véhicules Diesel.
| Le graphique qui aurait dû être présenté ici ne peut pas être affiché car il utilise l'ancienne extension Graph, désactivée pour des questions de sécurité. Des indications pour créer un nouveau graphique avec la nouvelle extension Chart sont disponibles ici . |
| Source Insee. |

Pour la 4e année de suite[Quand ?], la consommation globale annuelle de super et de gazole a reculé en France pour revenir au niveau de 1996 soit 29 millions de mètres cubes.[réf. nécessaire] Cela est principalement dû à :
- une diminution du kilométrage parcouru (398 milliards de kilomètres en 2005 contre un pic à 404 milliards en 2003) favorisée par la concurrence d'autres transports en commun (TGV) et par le vieillissement démographique de la population française (tendance encore plus nette en Allemagne et Grande-Bretagne) ;
- la diminution de la consommation spécifique de carburant des moteurs (injection électronique directe ou indirecte et turbocompresseur favorisant le downsizing) ;
- l'augmentation du nombre de véhicules électriques et hybrides électriques ;
- le retrait de la circulation de véhicules anciens à plus forte consommation (incitations, primes à la casse) ;
- la hausse du prix des carburants.

En moyenne dans le monde[Quand ?], la consommation est de 10 L/100 km par véhicule automobile.[réf. nécessaire]